# Sebastian Linder
Sebastian Linder (* 16. Juni 1983 in Bad Homburg vor der Höhe) ist ein ehemaliger deutscher Handballspieler. Er spielte am Kreis und auf Rückraum Mitte.

## Karriere
Linder begann mit dem Handballspiel im Alter von vier Jahren bei der TSG Oberursel. Martin Schwalb entdeckte Linder im Alter von 16 Jahren und holte ihn ein Jahr später zur SG Wallau/Massenheim. Hier sammelte er im Profikader Bundesligaerfahrung und bestritt in der Saison 2001/02 sein erstes Bundesligaspiel. 2005 musste die SG Wallau/Massenheim Konkurs anmelden und stieg in die Regionalliga ab. Als einziger Spieler blieb Linder dem Verein erhalten. Im Jahre 2007 gelang unter Carsten Bengs der Aufstieg in die 2. Bundesliga. Im Januar 2009 wechselte Linder nach acht Jahren im Trikot der SG Wallau/Massenheim zum TSV Dormagen. Hier beendete Linder 2011 seine Karriere. Ab dem Sommer 2014 lief Linder für den Bezirksoberligisten MSG Kronberg/Steinbach/Glashütten auf und beendete dort 2019 seine Laufbahn als aktiver Spieler.

## Bisherige Erfolge
- Final Four 2003 in Hamburg
- Militär WM 2004 in Riga (5. Platz)
- Südwestdeutscher Meister 2007 (Aufstieg 2. Bundesliga)